# Đập Aswan
Aswan là thành phố nằm gần thác nước lớn đầu tiên trên sông Nile ở Ai Cập. Người ta xây dựng hai đập dạng chữ V trên đoạn này gồm đập mới có tên đập Aswan trên (tiếng Ả Rập: السد العالي; transliterated: as-Sad al-'Aly), và đập cũ tên đập Aswan hay đập Aswan dưới. Mục đích của các công trình này là ngăn lũ trên sông Nile, phát điện và cung cấp nước tưới cho nông nghiệp. Đập Aswan cách Cairo khoảng 1000 km về phía thượng nguồn, còn đập Aswan mới nằm phía trên đập cũ 4 km.
Nếu không có các công trình này, sông Nile có thể gây lũ lụt hàng năm trong suốt mùa hè, khi các dòng nước từ Đông Phi đổ vào dòng sông nó đã từng gây ngập lụt trong quá khứ. Các trận lũ này mang chất dinh dưỡng và khoáng chất làm cho đất hai bên sông Nile màu mỡ nên rất thuận lợi cho trồng trọt. Khi dân số dọc theo dòng sông tăng lên, người dân cần phải khống chế dòng nước lũ để bảo vệ đất đai và các cánh đồng bông. Trong những năm nước dâng cao, toàn bộ mùa vụ có thể bị tàn phá, còn những năm nước thấp thì gây ra hạn hán và đói.